# Irizálás

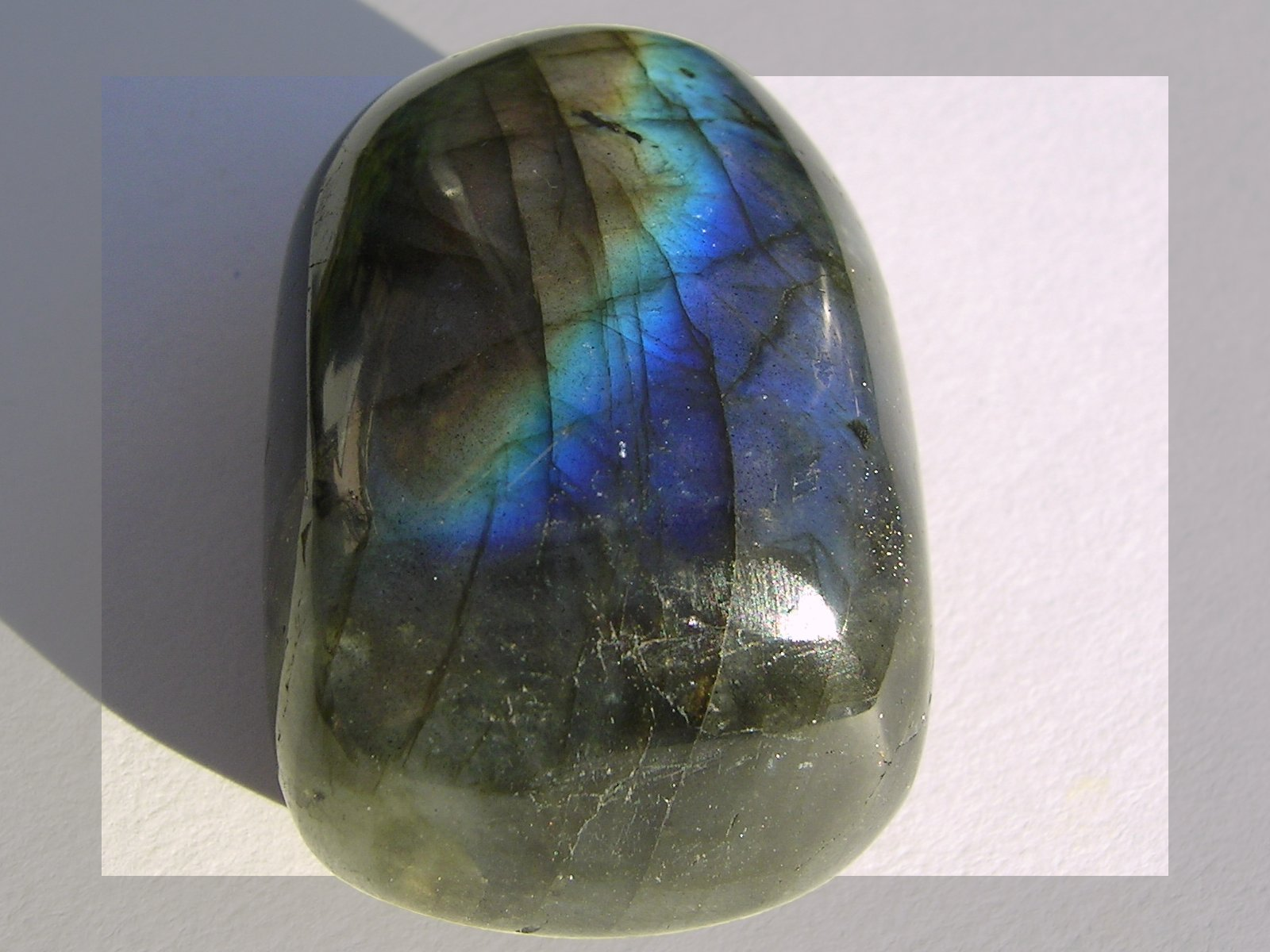
Csiszolt, irizáló labradorit darab

Az irizálás (a görög „szivárvány” szóból képzett főnév) némely kerámia- és üvegtárgyak, illetve bizonyos ásványok színjátszó, fémes fénye. Kialakulhat természetes úton, például savak hatására, de létrehozható mesterségesen is — ennek leggyakoribb módja, hogy fémoxidokat gőzölnek a tárgy felszínére.
A legismertebb irizáló ásvány a labrador, amiben a jelenséget a szételegyedett, párhuzamosan álló albit-, illetve anortitlapocskák eltérő fénytörése hozza létre. A szinte kizárólag labradorból álló (monomineralikus) kőzet a labradorit, ami ismert díszítőkő.